# Tarqui
Tarqui es un municipio colombiano ubicado en el centro sur del departamento de Huila entre la ramificación de la cordillera Central y la margen izquierda del río Magdalena entre la quebrada Oporapa y las de Lagunilla, Minas y Tinco al norte. Su extensión territorial es de 347 km², su altura es de 796 m s. n. m. y su temperatura promedio es de 25 °C.
Cuenta con una población de 18.271 habitantes de acuerdo con proyección del DANE para año 2019. Hace parte de la Región Subcentro del departamento. La agricultura, ganadería y piscicultura son la base de su economía. Se le conoce como la Cuna de Obispos» o «El Ruiseñor del Huila» 

## Historia
Tarqui fue fundado el 19 de julio de 1778 por Leonidas Ledesma con la compra del terreno y se definieron sus límites. Fue establecida la viceparroquia de San Nicolás de Tarqui el mismo año. Fue comprada a don Gregorio Tobar.  
Por ordenanza n.º 26 de 1912 el gobierno colombiano demarcó las provincias de Neiva, Garzón y La Plata, y estableció los límites de los municipios que conforman el departamento de Huila.

“Desde la desembocadura de la Quebrada de Lagunilla en el río Magdalena, quebrada arriba hasta la confluencia de Las Minas, aguas arriba hasta la desembocadura de Tinco; por esta hasta su nacimiento en el alto de Comé; de este punto hasta la cima de la cordillera central hacia el sur, buscando siempre el devortio aguarum entre el río de La Plata y las quebradas La Maituna, La Negra, la de Oporapa, la del Guayabo y el río Bordones; siguiendo la quebrada El Guayabo hasta la desembocadura en el río Magdalena; este aguas abajo hasta el desagüe de la quebrada Lagunilla, primer lindero”.
La Ordenanza No 29 de 1913 definió los límites entre Pital y el Hato , así: “De la desembocadura de la quebrada de Lagunilla en el río Magdalena , Lagunilla arriba hasta la Serranía de las Minas, ésta arriba, hasta su nacimiento, y de aquí hacia el poniente hasta la cima de la cordillera límite con el municipio de La Plata”.
Ordenanza No. 26 de 1912.

Estos límites generales de Tarqui fueron modificados luego por la Ordenanza n.º 10 del 18 de noviembre de 1963, que segregó a Municipio a la entonces Inspección departamental de Oporapa.

## División Político-Administrativa
Además de su Cabecera municipal. Tarqui tiene bajo su jurisdicción los siguientes Centros poblados:
- El Vergel
- Maito
- Quituro
- La Esmeralda
- Ricabrisa

### Veredas
Tiene subdividido además en 54 veredas que son:
- Quebrada Seca
- Potrerillos
- Pueblito
- Ceibas
- Pradera
- El Tablón
- La Mexicana
- Buenavista
- Minas
- El Triunfo
- Palestina
- Las Delicias
- Alto Pradera
- El Tablón de Bélgica
- El Caimital
- Quebraditas
- El Vegón
- La Vega
- La Pampa
- Galaxia
- La Playa
- El Cedro San Francisco
- Los Alpes
- El Porvenir
- Los Llanitos
- Betania
- Espinal
- Bélgica
- Líbano
- Mesitas
- La Mirada
- El Carmen
- La Eureka
- Las Mercedes
- Buenos Aires
- El Pescado
- El Tambo
- San Joaquín
- El Guavito
- La Lagunilla
- El Zapatero
- Agua Azul
- Las Nieves
- Las Acacias
- La Sabina
- Peñas Negras
- El Mirador
- Montañita
- Bellavista
- Llano del Hato
- Los Andes
- Los Pinos

## Datos geográficos
El municipio de Tarqui limita:
- Por el norte con el municipio de El Pital;
- Al sur con los municipios de Altamira y Elías;
- Al oriente los municipios de Garzón y Altamira;
- Por el occidente los municipios de Oporapa y La Argentina.[5]

El río Magdalena, principal arteria fluvial de Colombia se encuentra a dos kilómetros de la cabecera municipal.

## Servicios públicos
- Energía Eléctrica: Electrohuila, es la empresa prestadora del servicio de energía eléctrica.
- Gas Natural: Alcanos de Colombia, es la empresa distribuidora y comercializadora de gas natural en el municipio.